# 符彥超
符彦超（？—934年），陳州宛丘縣（今河南省淮陽區）人，中國五代時期的後唐軍事將領。

## 生平

### 出身
其父符存審是晉王李克用手下大將，因此作為長子的符彦超年少時候已經在李克用帳下當上牙將（統率約5,000兵馬）。同光元年（923年）後唐立國，莊宗李存勗即位登基，先封符彦超為安遠軍節度使。翌年符存審逝世，臨終前一直不獲招待入覲面聖，而莊宗聞訊之後悔疚不已，不單廢朝三日，亦擢升符彦超為汾州刺史以示思恤。

### 臨危不亂
同光四年（926年）魏博軍士兵皇甫暉因為不能歸鄉，煽動同袍叛變，殺主帥楊仁晸，改立偏將趙在禮為留後，是為鄴都之變。莊宗命李嗣源前往討伐，李嗣源卻被挾持，與魏博叛軍合兵造反，占據汴州（今河南開封），進軍洛陽，沉溺逸樂的莊宗連忙準備應戰，下詔要符彥超赴任北京巡檢（當時的北京指李克用發源地太原），負責統領太原的防務，又派宦官呂、鄭二人到當地，分別監察遣兵和國庫倉儲的情況。但叛軍勢如破竹，不久又發生興教門之變使莊宗在洛陽絳霄殿中箭身亡，此時李嗣源更是打起替莊宗復仇的名義，進入洛陽肅清郭從謙等伶人，之後就自立為監國，後來稱帝。莊宗同母弟永王李存霸慌忙逃離洛陽，單人匹馬來到符彦超轄下的河東，特地換上僧袍來到符彥超跟前，表面上說：「我只求遁入空門，到山上當個僧侶，還望符公你多加庇護」，實則與宦官呂、鄭二人暗中密謀，計劃殺害符彦超與太原留守張憲之後據河東自立。符彦超察覺到他們的陰謀，私下通知張憲商議對策，並勸張憲先發制人，但身為長官的張憲卻遲疑不決。
《宋史·張昭傳》有所記載，張昭是留守張憲的推官，此時也進言說：「難道你不知道逐走李存霸方是自保的良策嗎？」張憲卻說：「我本是一介儒生，幸而得到莊宗賞識，才能像現在這樣位居北京留守，成為布衣人臣之極。那我又怎可以為了苟且厚顏求生，而除掉主公之弟呢？」張昭唯有對曰：「這真是古人之志，唯有你能成此壯烈之舉。」張憲因而始終沒有主意，舉棋不定，符彦超也都無可奈何，然而部下們卻鼓噪起來，認為如果不先下手為強，則很可能會被李存霸加害。由於符彦超是武人出身，掌握太原的實質兵權，轄下全數州兵很快地響應集結起來，嚇得張憲不得不慌忙出走到忻州。當日黃昏時份，符彦超下令軍士捉拿李存霸和呂、鄭宦官二人於衙城內處決，城內氣氛開始轉趨安定。
到了翌日早上，洛陽興教門禍變的消息才傳到太原，符彥超得知莊宗已經遇難後，只好代理太原軍府，同時告諭三軍嚴守軍法，不可違紀擾民。當時又傳聞鄴城兵士推戴明宗（李嗣源），由於李嗣源是先主李克用的義長子（大太保），因此符彥超亦準備與麾下將士響應。有想殺張昭的人便把他綁起來交給符彥超，不料符彥超並不領情，反說：「張昭是個正人君子，不可濫加陷害」，於是只是叫張昭撰寫榜文，安撫太原民心，之後便把他放了。

### 升遷
天成元年（926年）李嗣源即位為後唐明宗，隨即委派符彦超的四弟龍武都虞候符彥卿到長兄這邊招撫。六月符彥超入覲參見，明宗撫諭他說：「河東之所以無亂事，都是因為你的功勞。」便授予晉州留後一職。而符彥超尚未到晉州上任，就先與二弟曹州刺史符彥饒合兵去剿平叛亂的宣武軍，明宗得知後大喜，再召符彥超到殿前說：「我得到你們家幾兄弟的效力，餘下就沒什麼好憂慮的，你就為我去河東撫恤舊部吧」，當即升遷他為北京留守（太原尹）。天成二年（927年）冬天加授昭義節度使，又請旨明宗：「先父存審本來姓符，蒙武皇賜姓不勝感恩，然今先父已逝，故請主乞還本姓」，明宗准奏。天成四年（929年）授驍衛上將軍，後封金吾上將軍。
長興元年（930年）朝廷授符彥超泰寧軍節度使，後改往鎮守安州。當時其軍中有個叫王佛留的役卒由於略懂書計，符彥超便派他去處理帳目，日久爾後帳目無端耗失甚多，符彥超對他有所微言，但僅是略為譴責，預料不到王佛留卻包藏禍心。應順元年（934年）正月，王佛留見朝廷處於多事之秋，與任貨兒等人暗中謀亂。有一晚，朝廷遣使到符彥超官邸送遞急函，王佛留卻心裡有鬼，恐懼自己惡行被揭，竟趁符彥超走出廳堂時挾刀殺害。翌晨，安州副使李端召州兵圍捕王佛留，捉拿後斬首正法，之後李端又到淮南擒獲賊黨趙溫等二十六人誅之。符彥超被害後閔帝甚為惋惜，追贈太尉。

## 另一說法
儘管《舊五代史》和《宋史》均指在興教門之變後，趕到太原有所企圖的是莊宗之弟李存霸。然而司馬光的《資治通鑑·後唐紀》卻提供了另一個版本，它指當時投靠到太原的並非李存霸，而是一個叫李存沼的莊宗近親，並認為此人矯傳莊宗的聖旨，命令呂、鄭兩名宦官殺張憲和符彥超後，佔太原以對抗李嗣源。但此版本的結果與《舊五代史》相近，符彥超向張憲道破對方的陰謀，而張憲只說：「我受先皇厚恩，不忍下手，我明白要盡義就不免招致殺身之禍，這都是天意啊。」符彥超見他迂腐，便自行命令士卒先發制人，保持城裡面安定，同時暫理太原軍政大權。
此外，《資治通鑑·後唐紀》又提及莊宗劉皇后在當時也有逃到太原尋求保護，但由於她在途中與莊宗四弟申王李存渥有染，符彥超並沒有准許他們入城。李存渥逃到凤谷，被部下所杀，刘皇后在晋阳为尼姑，也被李嗣源派人杀死。

## 兄弟
符彥超九兄弟在後唐至北宋初年均身居朝廷要職：
1. 長男: 符彥超
2. 二弟: 符彥饒 義成節度使、梁州馬部軍都指揮使
3. 三弟: 符彦圖 驍騎將軍
4. 四弟: 符彥卿 魏王、大將軍、太師、太傅
5. 五弟: 符彦能 奉國節度使、楚州防禦使
6. 六弟: 符彦琳 金吾上將軍、太子太師
7. 七弟: 符彦彝 武安節度使
8. 八弟: 符彥倫 定遠節度使、嚴州知州
9. 九弟: 符彦昇 昭慶節度使